# Armi, acciaio e malattie
Armi, acciaio e malattie. Breve storia degli ultimi tredicimila anni (Guns, Germs and Steel: The Fates of Human Societies) è un saggio di Jared Diamond. Pubblicato nel 1997, è stato tradotto in italiano da Luigi Civalleri per conto di Einaudi.
Il libro è incentrato sulla ricerca di una risposta alla domanda che Yali, un abitante della Nuova Guinea, fece all'autore nel luglio del 1972: «Come mai voi bianchi avete tutto questo cargo e lo portate qui in Nuova Guinea, mentre noi neri ne abbiamo così poco?», dove per "cargo" si intendono tutti quei beni tecnologici di cui i guineani erano privi prima dell'arrivo dei coloni. L'autore cerca di rispondere alle seguenti domande: «perché sono stati gli europei e gli americani del nord a sviluppare una civiltà tecnologicamente avanzata e non, ad esempio, i cinesi o i sumeri? Perché gli europei sono partiti alla conquista degli altri popoli (ottenendo evidenti successi), e non è avvenuto il contrario? Come mai i fieri guerrieri nativi americani sono stati spodestati dall'invasione di un popolo di agricoltori?».
Riunendo in un unico libro cognizioni dalle più svariate discipline, Diamond sviluppa un quadro d'insieme sulla storia delle varie società umane a partire dalla fine dell'ultima glaciazione, avvenuta circa 13.000 anni fa. Per la prima volta, si riunisce nella visione storica un quadro formato da archeologia, antropologia, biologia molecolare, ecologia, epidemiologia, genetica, linguistica e scienze sociali, per non parlare della teoria del caos. L'autore cerca quindi di dare una sorta di metodo d'indagine scientifico ad una disciplina considerata finora "letteraria" e di respingere spiegazioni razziste della storia dell'umanità, non tanto per motivi ideologici, ma piuttosto, appunto, scientifici. Consapevole del suo ruolo di iniziatore, precisa che la sua è solo una visione generale, i cui dettagli vanno indagati più approfonditamente. Il libro ha vinto il Premio Pulitzer per la saggistica nel 1998.

## Contenuti

### Prologo e anticipazione delle critiche
Diamond non trovò una buona risposta alla domanda di Yali. Lo stesso tipo di domanda sembra trovare applicazione in una quantità di casi: "Gli originari dell'Eurasia... dominano il mondo quanto a benessere e potere". Gli altri popoli, che si sono liberati dal colonialismo, restano arretrati quanto a benessere e potenza. Altri ancora, dice, "sono stati decimati, soggiogati e talora perfino sterminati dai colonialisti europei". Spiega che, nell'incapacità di ricavare una spiegazione soddisfacente dai più rinomati racconti storici, ha deciso di fare un'indagine per conto proprio.
Prima di enunciare la propria tesi principale, Diamond considera tre possibili critiche alla sua indagine:
- "Se riusciamo a spiegare come alcuni popoli dominarono gli altri, non basta questo per giustificare la dominazione? Non sembra che il risultato sia inevitabile e perciò sarebbe futile tentare di cambiare il risultato oggi?" La sua risposta è: si confonde una spiegazione di cause con una giustificazione di risultati. "[Psicologi, storici della società, e medici] non cercano di giustificare omicidi, stupri, genocidio e malattia". Piuttosto, indagano sulle cause per poter bloccare gli effetti.
- Non indirizzare la domanda "automaticamente implica un approccio eurocentrico alla storia, una glorificazione degli europei occidentali... ?" Ma, secondo Diamond, "la maggior parte di questo libro avrà a che fare con popoli extraeuropei". Descriverà - secondo Diamond - le interazioni tra popoli non europei. "Lungi dal glorificare i popoli di origine occidentale, vedremo che gli elementi più basilari della loro civiltà furono sviluppati da popoli che vivevano altrove e furono poi importati in Occidente".
- "Parole come civiltà, e frasi come sorgere della civiltà, [non] comunicano la falsa impressione che la civiltà è buona, i cacciatori-raccoglitori sono miserabili, ...?" Al contrario, secondo Diamond, la civiltà è proprio una fortuna a metà, come spiega più avanti.

### La teoria esposta
Prima che qualcuno sviluppasse l'agricoltura, si viveva come cacciatori-raccoglitori ed alcuni lo fanno ancor oggi.
Diamond sostiene che il successo delle civiltà europee, che hanno conquistato terre come l'America, l'Africa e l'Oceania, non è dovuto ad una loro presunta superiorità intellettuale. Gli europei non sono più intelligenti degli altri popoli, ma semplicemente hanno avuto la ventura di vivere in un continente, l'Eurasia, le cui condizioni ambientali hanno favorito lo sviluppo e la diffusione degli elementi che hanno contribuito in maniera determinante alla loro supremazia sugli altri popoli: le armi (e più in generale la tecnologia) e le malattie.
Diamond spiega come lo sviluppo dell'agricoltura e la domesticazione degli animali sia stato un pre-requisito per giungere alle civiltà di armi e malattie. Tale sviluppo è stato più veloce in Eurasia per molti motivi:
- in Eurasia, molto più che negli altri continenti, vivevano più animali selvatici che per le loro caratteristiche erano "facilmente" domesticabili.
- in Eurasia, molto più che negli altri continenti, esistevano specie vegetali facilmente domesticabili, cioè da cui si potevano ottenere facilmente delle specie adatte ad essere coltivate e che apportassero un significativo contributo nutritivo.
- in Eurasia, molto più che negli altri continenti, le caratteristiche geografiche  hanno favorito il diffondersi delle innovazioni tecnologiche. In altri continenti questa diffusione è stata rallentata dalla presenza di barriere geografiche (deserti, istmi, catene montuose, foreste difficilmente penetrabili).
- L'Eurasia, inoltre, è l'unico continente che si sviluppa principalmente da est a ovest e non da nord a sud come Africa e Americhe. Pertanto specie animali e vegetali potevano essere spostate più facilmente lungo questo continente. In Africa e nelle Americhe le specie animali e vegetali addomesticate in una regione potevano non incontrare, ad altre latitudini, le condizioni ambientali e climatologiche che ne consentissero la sopravvivenza.

### Transizione
Armi, acciaio e malattie sostiene che la supremazia dei popoli Euroasiatici è legata al sorgere delle città. Queste città sono caratterizzate da elevate densità abitative e da complesse strutture sociali che hanno consentito il sorgere di:
- classi politiche, in grado di mobilitare i popoli e organizzare eserciti impegnati in guerre di conquista.
- artigiani, che hanno fornito armi tecnologicamente avanzate (spade, armature, armi da fuoco).
- malattie estremamente contagiose, nei confronti delle quali gli abitanti dell'Eurasia hanno sviluppato una parziale immunità. Queste malattie hanno decimato le popolazioni conquistate delle Americhe molto più di quanto lo abbiano fatto le armi dei conquistadores.

Il sorgere delle città è legato allo sviluppo dell'agricoltura. Questa ha reso possibile la produzione e lo stoccaggio di elevate quantità di cibo, di fatto consentendo ai cittadini di dedicarsi a tempo pieno ad attività quali artigianato, innovazione tecnologica, realizzazione di strutture politiche e militari, e liberarli dall'onere di procurarsi il cibo. Tale onere poteva ricadere sulle spalle degli agricoltori. Diamond spiega come i popoli che sono rimasti cacciatori-raccoglitori non sono stati in grado di produrre surplus di cibo tali da sostenere classi "non produttive" di artigiani, politici, militari.
Essenziale alla transizione da cacciatori-raccoglitori a società agrarie di abitatori di città fu la presenza di grandi animali domesticabili, allevati per carne, lavoro (per es. trainare l'aratro), comunicazione e trasporto di uomini e merci e viveri sulla lunga distanza (per es. per trainare carri). Alcuni di questi, sono stati anche usati come efficaci armi da guerra. A tal proposito si pensi all'importanza della cavalleria fino alla Prima guerra mondiale.
Diamond identifica appena quattordici specie adattabili in tutto il mondo. Le cinque più importanti (vacca, cavallo, pecora, capra e maiale) sono tutte native dell'Eurasia. Delle rimanenti nove, solo una (il lama del Sudamerica) proviene da una zona al di fuori delle più importanti che abbiamo visto. La presenza di così poche specie di animali domesticabili al di fuori dell'Eurasia è legata all'estensione geografica dei continenti, alle loro caratteristiche ambientali, ma anche all'impatto delle migrazioni di uomini primitivi. In Eurasia l'uomo primitivo è giunto quando le sue capacità di cacciatore non erano pienamente sviluppate, pertanto le prede hanno subito un processo evolutivo che le ha preservate fino al nascere dell'agricoltura e della pastorizia. In altri continenti, principalmente le Americhe, l'uomo è giunto dopo aver sviluppato le sue capacità di cacciatore ed ha incontrato animali non preparati a sopravvivere in presenza di un predatore tanto abile. Pertanto alcune specie animali si sono estinte molto prima che l'uomo iniziasse a domesticare piante e animali.
Gli animali domesticabili più piccoli, quali cani, gatti, polli e porcellini d'India non sono sufficienti per sostenere una società agraria in grande scala.

### Geografia
Diamond spiega anche come la geografia abbia dato forma alla migrazione umana, non semplicemente rendendo difficile viaggiare (particolarmente in senso longitudinale), ma attraverso il meccanismo per cui il clima condiziona i luoghi in cui gli animali domesticabili possono facilmente viaggiare e quelli in cui i raccolti possono crescere in modo ideale. Semplificando, la geografia determina la storia.
Si ritiene che i moderni esseri umani si siano sviluppati nella regione meridionale dell'Africa e che il Sahara abbia impedito che migrassero a nord verso la Mezzaluna Fertile, fino a che più tardi la valle del Nilo divenne più ospitale. Si ipotizza anche che alcuni popoli, come gli aborigeni dell'Australia, siano migrati dall'Africa, salpando con barche.
Diamond continua a spiegare la storia dello sviluppo umano fino all'era moderna, attraverso il rapido sviluppo della tecnologia, e le sue tremende conseguenze sulle culture dei cacciatori-raccoglitori sparsi nel mondo.
Ci sono però stati alcuni casi, e qui Diamond fa l'esempio della Cina, in cui la geografia non ha determinato la storia, seppure ne è stata in parte responsabile. Nel caso appunto della Cina, che aveva tutte le premesse per assumere quel ruolo che è stato poi preso dall'Europa, alcune decisioni politiche e strategiche ne hanno determinato nei secoli scorsi l'isolamento piuttosto che l'espansione, a riprova che anche le scelte politiche e culturali, e non solo la geografia, possono influenzare il destino di un popolo e in definitiva del mondo. Diamond sostiene che in questo caso la geografia della Cina ha comunque contribuito a permettere che il paese non tornasse rapidamente ad una politica espansionistica. La Cina, a causa della assenza di barriere geografiche interne, era diventata un unico grande stato già nel 221 a.C. Inoltre non aveva dei vicini agguerriti. Una scelta strategica errata poteva rimanere tale per secoli senza che sorgessero ragioni per revocarla. Diversa era la situazione dell'Europa, la cui geografia ha favorito il sorgere di molti stati nazionali in feroce competizione. Una scelta sbagliata di uno di questi stati lo poneva in breve tempo in svantaggio competitivo con i vicini imponendogli di cambiare strategia, oppure determinandone la sopraffazione da parte degli stati confinanti.

### Malattie
Durante la conquista delle Americhe, il 90% delle popolazioni indigene sono state uccise dalle malattie introdotte dagli europei.
Come mai allora le malattie originarie del continente americano non hanno sterminato gli europei? Diamond spiega che i germi che hanno sterminato le popolazioni americane si sono potuti sviluppare grazie a due condizioni:
- lo stretto contatto degli uomini con gli animali domesticabili, possibile in Eurasia e non nelle Americhe che non avevano specie animali domesticabili. Molte malattie sono dovute a mutazioni genetiche di germi che infettavano gli animali domestici. Nel corso dei secoli le popolazioni euroasiatiche hanno sviluppato una parziale immunità, ma non così quelle Americane.
- l'alta densità abitativa delle città euroasiatiche e la loro rete di collegamento con altre città, che costituiscono il pre-requisito per la diffusione di epidemie. In società piccole o isolate i germi responsabili di epidemie letali in breve tempo infettano tutta la popolazione. Di conseguenza una parte della popolazione muore, mentre un'altra parte diventa immune. In queste condizioni il germe responsabile della malattia non può sopravvivere. In Eurasia la fitta rete di collegamenti consentiva ai germi di sopravvivere per lunghi periodi prima di ritornare nelle città infettate. Questi patogeni potevano propagarsi di città in città e ritornare ad infettare la città di partenza quando, dopo molti anni dalla precedente epidemia, la popolazione originaria era stata sostituita dalle nuove generazioni. Queste, non essendo state infettate, non avevano sviluppato la totale immunità nei confronti della malattia.

### Riflessioni sociopolitiche
Nel capitolo "Dall'uguaglianza alla cleptocrazia", l'autore, premessa una disamina delle tipologie di comunità (dalla più semplice, per graduale evoluzione, fino alla più complessa) che hanno segnato lo sviluppo delle collettività umane dalla preistoria ad oggi, pone in rilievo le quattro strategie che - da sempre - permettono ad un'élite di conservare/aumentare il consenso popolare, senza che l'élite stessa debba sacrificare il proprio stile di vita.
- Assicurarsi il monopolio della violenza.
- Ridistribuire la ricchezza, rastrellata con i tributi, in modo da rendere felici gli individui soggetti al potere dell'élite.
- Usare il monopolio della violenza in modo da mantenere l'ordine pubblico, per gratificare, tra l'altro, i "buoni cittadini" che rispettano la legge.
- Fabbricare un'ideologia o una religione adatta a motivare moralmente le persone ad agire secondo gli interessi dell'élite (riguardo a quest'ultima osservazione è inevitabile pensare al concetto marxiano di sovrastruttura).

L'autore sostiene che le comunità meno numerose sono sostanzialmente egualitarie. Spesso c'è un capo, ma la sua autorità è dovuta unicamente al suo carisma e alle sue capacità di convincere i membri della comunità ad avallare le sue decisioni. Il suo ruolo non è sancito formalmente, e non è ereditario. Inoltre il capo si procura da sé il proprio cibo come ogni altro membro della comunità. Nelle piccole comunità una struttura politica così semplice può funzionare, ma non nelle grandi comunità. Per esempio, quando c'è un contrasto tra due membri della comunità, molto spesso amici o parenti comuni intervengono a sedarlo, evitando una escalation di violenza. Nelle grandi comunità è difficile che i due contendenti abbiano amici o parenti in comune. Per questo motivo grandi comunità che non si siano dotate di strutture formali di controllo dell'ordine pubblico (polizia, tribunali, leggi condivise) sono implose. Quello che si osserva è che quando una comunità cresce anche le sue strutture politico-sociali diventano più complesse. In sostanza nasce una classe politica che assume il ruolo di guida, ma non si procaccia direttamente il cibo per il proprio sostentamento. Questa classe politica trae il suo sostentamento dalla ricchezza prelevata dal resto della comunità attraverso tasse e contributi (per es. parte del raccolto). Siamo in presenza di una cleptocrazia, che tuttavia riesce a mantenersi perché riesce a soggiogare le classi inferiori o ottenere l'approvazione del proprio operato. A tale scopo l'autore evidenzia alcune delle strategie usate dalla classe politica:
- l'utilizzo della violenza per imporsi, per esempio sedando le rivolte.
- l'utilizzo della forza per garantire l'ordine pubblico, salvaguardando i "cittadini onesti".
- l'utilizzo di parte della ricchezza prelevata per realizzare grandi opere pubbliche di cui beneficia tutta la comunità (acquedotti, strade, ecc).
- la ridistribuzione ai ceti più deboli di parte della ricchezza prelevata.

## Stile
Il libro rappresenta in un certo senso il tipico testo di divulgazione scientifica statunitense. A differenza di quanto si trova generalmente nei testi di autori europei, Diamond preferisce un approccio piuttosto ridondante, ripetendo più volte lo stesso concetto e tendendo a fare una serie di domande retoriche per avvicinare il lettore alla risposta, oltre a portare sempre molti dati a sostegno delle tesi dell'autore.

## Nuova edizione accresciuta
Esiste in commercio una nuova edizione (2006) del libro (ISBN 88-06-18354-0), che contiene un capitolo aggiuntivo, dal titolo Chi sono i giapponesi?, e una Postfazione redatta dall'autore medesimo. L'opera, dunque, si presenta ora come segue.

### Capitolo per capitolo
- Introduzione di Francesco e Luca Cavalli Sforza
- Prologo. La domanda di Yali
- Parte prima - Dall'Eden a Cajamarca
  - I. Sulla linea di partenza
  - II. Un esperimento naturale di evoluzione storica
  - III. Lo scontro di Cajamarca
- Parte seconda - Come l'agricoltura fu scoperta e perché ebbe successo
  - IV. Potere contadino
  - V. A chi tutto e a chi niente
  - VI. Coltivare o non coltivare?
  - VII. Come costruire una mandorla
  - VIII. Mele o indiani?
  - IX. Le zebre e il principio di Anna Karenina
  - X. Grandi spazi e grandi assi
- Parte terza - Dal cibo alle armi, all'acciaio e alle malattie
  - XI. Il dono fatale del bestiame
  - XII. Alfabeti e modelli
  - XIII. La madre delle necessità
  - XIV. Dall'uguaglianza alla cleptocrazia
- Parte quarta - Il giro del mondo in cinque capitoli
  - XV. Il popolo di Yali
  - XVI. Come la Cina divenne cinese
  - XVII. In Polinesia col vento in poppa
  - XVIII. Scontro di emisferi
  - XIX. Come l'Africa divenne nera
- Epilogo
  - Il futuro della storia come scienza
- Chi sono i giapponesi? (2003)
  - Postfazione (2003)

## Edizioni
- Jared Diamond, Armi, acciaio e malattie. Breve storia degli ultimi tredicimila anni, traduzione di Luigi Civalleri, collane "Saggi" n. 821 - "Super ET", Einaudi, 1997,  pp. XI, 366, ISBN 88-06-15619-5.
- Jared Diamond, Armi, acciaio e malattie. Breve storia degli ultimi tredicimila anni, traduzione di Luigi Civalleri, Super ET, Einaudi, 2014,  pp. XIV, 400, ISBN 978-88-06-21922-2.